# Самоуправление
Самоуправление — состояние, при котором субъект и объект управления совпадают, такой характер процессов объекта, являющегося условно замкнутой системой, при которых не происходит непосредственного контроля над ними — целеполагание осуществляется самим объектом сообразно своим свойствам, которые могут быть запрограммированы определённым образом при его создании. 
Самоуправление — институт государственного права, и право предоставляемое государством своим составным частям: областям, городам, общинам, сословиям и корпорациям управлять самостоятельно своими внутренними делами, административными и хозяйственными, посредством выборных и уполномоченных лиц, и издавать непротивные закону постановления касательно названных дел. Жак Гийом Туре, одним из первых определивший основные принципы учения о самоуправлении, отмечал: «Конституция должна предусмотреть, спровоцировать и облегчить то хорошее движение, которое сделает нацию первой и наиболее счастливой нацией мира».
Также самоуправление — свойство систем формировать и реализовать информационную программу своего функционирования и развития. Для самопрограммируемых систем характерно самоуправление более высокого уровня, при котором возможна изменяемость целей — то есть некая свобода воли. Саморегуляция связана со свободой и самостоятельностью, самопрограммируемость связывают с сознательностью и целенаправленностью.
Самоуправление может быть не полным, означая лишь наличие механизмов управления (обратных связей) в самой системе.

## Социальный аспект
Термин самоуправление в первую очередь используется в социальном контексте.
В обществе термин самоуправление зачастую обозначает концентрацию власти на нижних уровнях управления. По сути же самоуправление большой группы людей (социальной монады) имеет целью сохранение её специфики развития, при этом оно может выражаться в разных формах:
- в этносе — через традицию,
- в государстве — через право,
- в цивилизации — через религию,
- в глобальной системе — через информацию.

В небольшой группе людей самоуправление может реализовываться самоорганизующейся командой.

### Самоуправление в российской деревне
В российской деревне издавна большинство вопросов решалось на сходах. Сельские сходы были основой сельской общины и порядка в деревне. Существовал издревле. Сход состоял из глав семейств и всех должностных лиц сельского самоуправления. В общинах, состоящих из нескольких селений, в каждом селении существовал свой «малый» сход.

### Самоуправление на предприятии
Идею самоуправляющегося трудового коллектива, в основе которой лежала демократизация принятия решений, предложил и успешно применил Антон Семёнович Макаренко, создав в 1920-х годах Машиностроительный завод «ФЭД», а также использовал Питер Друкер в начале 1950-х. Внедрение подобного самоуправления является шагом к децентрализации системы принятия решений.

## Мера самоуправления
В случае, если объект реагирует на информацию извне, то при помощи генерирования подобной информации и знания его внутреннего устройства можно обрести некую власть над ним, при этом не представляется возможным без учёта субъективных факторов отделить взаимодействие от манипуляции или управления объектом.
Сложные самоуправляемые системы со стремлением сохранять собственную устойчивость могут достигать состояния гомеостаза.

## Примеры самоуправляемых систем
- В технике запрограммированное самоуправление используется для создания разнообразных автоматических устройств.
- Искусственный интеллект[13]
- Беспилотный летательный аппарат
- Корпорация
- Марсоход